# Sainte-Anne-sur-Vilaine
 Sainte-Anne-sur-Vilaine  es una población y comuna francesa, situada en la región de Bretaña, departamento de Ille y Vilaine, en el distrito de Redon y cantón de Grand-Fougeray.

## Demografía
| 981 | 880 | 846 | 797 | 737 | 779 |
| Para los censos de 1962 a 1999 la población legal corresponde a la población sin duplicidades (Fuente: INSEE [Consultar]) |     |     |     |     |     |